# SN 2006pq
SN 2006pq – supernowa typu Ia odkryta 14 listopada 2006 roku w galaktyce A012507-0113. W momencie odkrycia miała maksymalną jasność 22,20m.